# 米斯洛瓦 (皮德沃洛奇西克區)
49°30′16″N 26°8′19″E / 49.50444°N 26.13861°E
米斯洛瓦（烏克蘭語：Мислова）是位於烏克蘭西部特諾皮爾州裏特諾皮爾區的村莊，始建於1629年，面積1.82平方公里，2001年人口470，人口密度每平方公里258.2人。